# Viking Tamm
Viking Sebastian Henricsson Tamm (ur. 21 lipca 1896, zm. 25 listopada 1975) – szwedzki wojskowy (generał), komendant szkoły wojskowej w Abisynii w 1935 r., dowódca 2 Batalionu Szwedzkiego Korpusu Ochotniczego podczas wojny zimowej 1939-1940, doradca wojskowy w Etiopii w latach 1945–1946.

## Życiorys
W okresie przedwojennym służył w elitarnym Pułku Svea Livgarde, dochodząc do stopnia kapitana. W 1934 r. na czele grupy 4 oficerów szwedzkiej armii przybył do Abisynii, gdzie współtworzył szkołę wojskową w Gannat, a następnie stanął na jej czele. Po zaatakowaniu Abisynii przez Włochy na początku 1935 r., powrócił do Szwecji. Na początku grudnia 1939 r. wraz z ppłk. Magnusem Dyrssenem i ppłk. Carlem Augustem Ehrensvärdem założył w Sztokholmie Komitet Fiński, mający wspierać Finlandię, zaatakowaną 30 listopada przez ZSRR. Następnie zaciągnął się ochotniczo do formowanego przez Komitet Szwedzkiego Korpusu Ochotniczego, stając w stopniu podpułkownika na czele 2 Batalionu. Rozpoczął on działania bojowe 28 lutego na północnym odcinku frontu w rejonie miasta Salla. Po zakończeniu działań wojennych 13 marca, ppłk V. Tamm powrócił do Szwecji. Objął funkcję komendanta akademii wojskowej. W latach 1945–1946 w stopniu generała majora był doradcą wojskowym w Etiopii. Po powrocie do Szwecji od 1 października 1948 r. do 31 marca 1953 r. był szefem sztabu armii szwedzkiej.

## Odznaczenia
- Krzyż Komandorski Orderu Odrodzenia Polski (1933)[1]